# Tour di Angelina Mango
Questa pagina contiene tutti i tour musicali sostenuti dalla cantautrice italiana Angelina Mango nel corso della sua carriera.

## Voglia di vivere tour
Il Voglia di vivere tour è il primo tour musicale della cantautrice italiana Angelina Mango, a supporto del suo secondo EP Voglia di vivere, che ha registrato il tutto esaurito.

### Scaletta
1. Che t'o dico a fa'
2. Rituali
3. Walkman
4. Mad About You (cover degli Hooverphonic)
5. Formica
6. Sono aggrappata a te
7. Va tutto bene
8. Muoio per niente
9. Mani vuote
10. All'alba non si muore
11. Tammurriata nera (cover)
12. Nove maggio (cover di Liberato)
13. Vita morte e miracoli
14. Crudelia (cover di Marracash)
15. Fila indiana
16. Eccetera
17. Ci pensiamo domani
18. Voglia di vivere

Encore
1. Che t'o dico a fa'

### Date del tour
| Data            | Città   | Stato  | Luogo               |
| --------------- | ------- | ------ | ------------------- |
| 12 ottobre 2023 | Napoli  | Italia | Duel Club           |
| 14 ottobre 2023 | Bari    | Italia | Demodé Club         |
| 16 ottobre 2023 | Roma    | Italia | Largo Venue         |
| 18 ottobre 2023 | Firenze | Italia | Viper Theatre       |
| 19 ottobre 2023 | Torino  | Italia | Hiroshima Mon Amour |
| 21 ottobre 2023 | Bologna | Italia | Locomotiv Club      |
| 23 ottobre 2023 | Milano  | Italia | Magazzini Generali  |
| 26 ottobre 2023 | Roncade | Italia | New Age Club        |

## Angelina Mango nei club 2024
L'Angelina Mango nei club 2024 è il secondo tour musicale della cantautrice italiana Angelina Mango, a supporto del suo primo album in studio Poké melodrama, che ha registrato il tutto esaurito. Il 23 ottobre 2024 la cantautrice, dopo che una rinofaringite l'aveva già portata a posticipare alcune date, ha annullato tutte le date successive per prendersi un periodo di pausa.

### Scaletta
1. Gioielli di famiglia
2. Melodrama
3. Smile
4. Voglia di vivere
5. Una bella canzone
6. Walkman
7. Vita morte e miracoli
8. Sono aggrappata a te
9. Formica
10. Edmund e Lucy
11. Crush
12. Another world
13. Va tutto bene
14. Invece sì
15. Mani vuote
16. Diamoci una tregua
17. Don't Understand (cover)
18. Uguale a me
19. Ci pensiamo domani
20. Cup of tea
21. Fila indiana

Encore
1. Che t'o dico a fa'
2. La noia

### Date del tour
| Data            | Città  | Stato  | Luogo             |
| --------------- | ------ | ------ | ----------------- |
| 11 ottobre 2024 | Roma   | Italia | Atlantico Live    |
| 12 ottobre 2024 | Roma   | Italia | Atlantico Live    |
| 14 ottobre 2024 | Napoli | Italia | Casa della Musica |

### Cancellazioni
| Data             | Città                | Stato       | Luogo                | Artista d'apertura | Motivi             |
| ---------------- | -------------------- | ----------- | -------------------- | ------------------ | ------------------ |
| 15 ottobre 2024  | Napoli               | Italia      | Casa della Musica    | N.D.               | Problemi di salute |
| 16 ottobre 2024  | Molfetta             | Italia      | Eremo Club           | N.D.               | Problemi di salute |
| 19 ottobre 2024  | Nonantola            | Italia      | Vox Club             | N.D.               | Problemi di salute |
| 21 ottobre 2024  | Firenze              | Italia      | Tuscany Hall         | N.D.               | Problemi di salute |
| 22 ottobre 2024  | Padova               | Italia      | Gran Teatro Geox     | N.D.               | Problemi di salute |
| 24 ottobre 2024  | Venaria Reale        | Italia      | Teatro Concordia     | N.D.               | Problemi di salute |
| 26 ottobre 2024  | Milano               | Italia      | Fabrique             | N.D.               | Problemi di salute |
| 27 ottobre 2024  | Milano               | Italia      | Fabrique             | N.D.               | Problemi di salute |
| 30 ottobre 2024  | Monaco di Baviera    | Germania    | Hansa 39             | N.D.               | Problemi di salute |
| 1° novembre 2024 | Colonia              | Germania    | Essigfabrik          | N.D.               | Problemi di salute |
| 3 novembre 2024  | Londra               | Regno Unito | 02 Academy Islington | Eden Allen         | Problemi di salute |
| 4 novembre 2024  | Bruxelles            | Belgio      | La Madeleine         | N.D.               | Problemi di salute |
| 6 novembre 2024  | Francoforte sul Meno | Germania    | Zoom                 | N.D.               | Problemi di salute |
| 8 novembre 2024  | Parigi               | Francia     | Les Etoiles          | N.D.               | Problemi di salute |
| 9 novembre 2024  | Parigi               | Francia     | Les Etoiles          | N.D.               | Problemi di salute |
| 11 novembre 2024 | Barcellona           | Spagna      | Razzmattazz          | N.D.               | Problemi di salute |
| 13 novembre 2024 | Madrid               | Spagna      | Sala Chango          | N.D.               | Problemi di salute |

## Altre esibizioni
- 2024 – Pare una pazzia (Milano, Fabrique, 17 aprile 2024)[8]